# گروه پارامونت
گروه پارامونت (انگلیسی: Paramount Group) شرکت کشتی‌سازی و صنایع جنگ‌افزاری در آفریقای جنوبی است، که در سال ۱۹۹۴ توسط ایوار ایچیکویتز تأسیس شد.